# De Pesters

Familiewapen van De Pesters (1816)

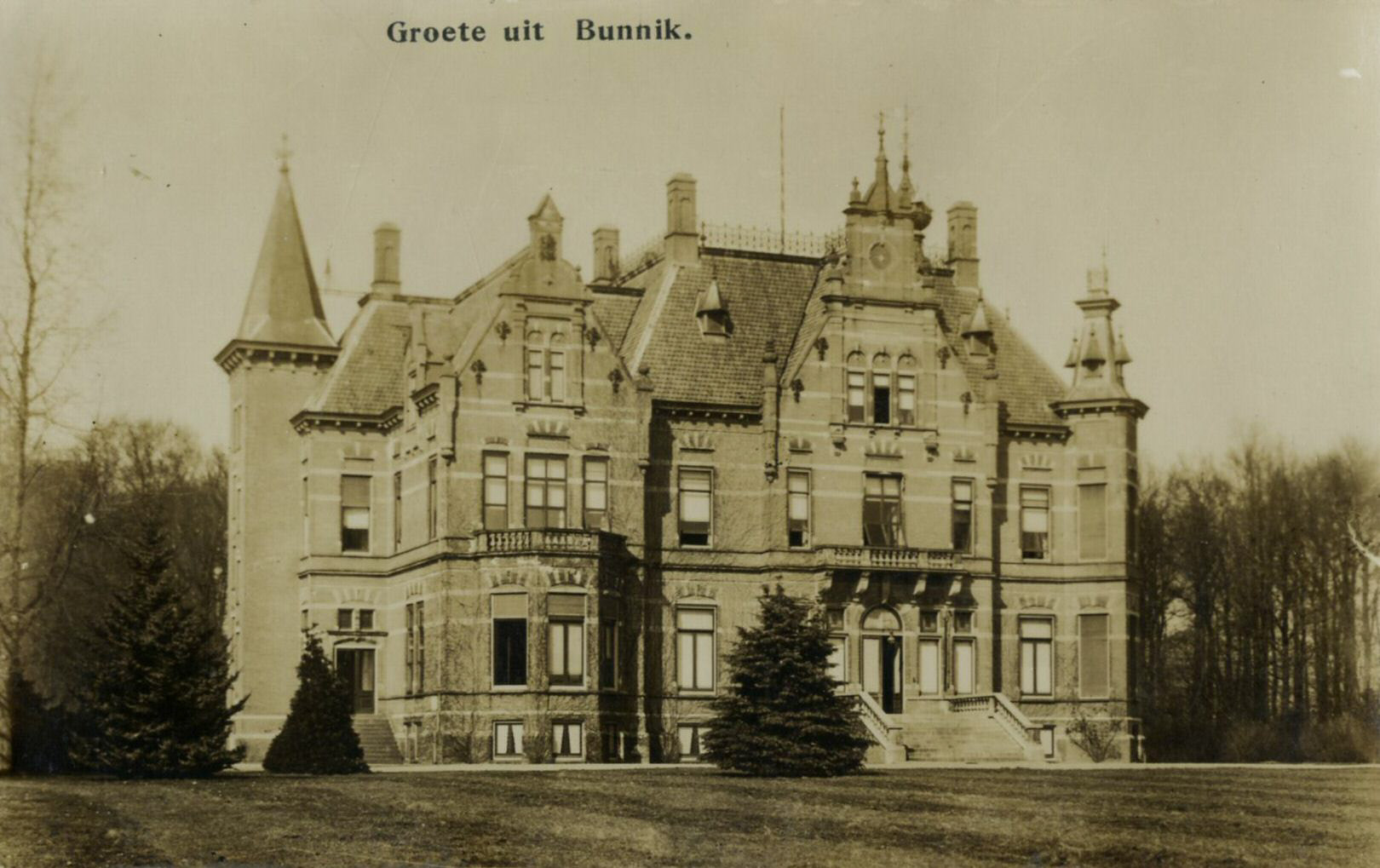
Landhuis De Niënhof omstreeks 1910.

De Pesters (ook: Godin De Pesters) is een geslacht waarvan leden sinds 1814 tot de Nederlandse adel behoren.

## Geschiedenis
De stamreeks begint met Willem Pesters die in 1618 te Maastricht trouwde en wiens zoon mr. Johan Pesters (1620-1703) vanaf 1703 heer van Cattenbroek was, een heerlijkheid die tot 1923 in de familie zou blijven. Een achterkleinzoon van de laatste, mr. Willem Nicolaas de Pesters, heer van Cattenbroek (1754-1831), werd bij Souverein Besluit van 28 augustus 1814 benoemd in de ridderschap van Utrecht waarmee hij en zijn nakomelingen tot de Nederlandse adel gingen behoren met het predicaat jonkheer/jonkvrouw.
In 1706 werden leden van dit geslacht in de rijksadelstand verheven, in 1766 jaar volgde verlening van de titel van des H.R. Rijksbaron. In 1856 werd voor Nederlands nageslacht naamswijziging verkregen van Pesters tot De Pesters.
Anno 2001 waren er nog drie mannelijke afstammelingen in leven; de chef de famille en zijn zoon woonden toen beiden niet meer in Nederland, de derde was anno 2001 ongehuwd.
Het geslacht is zeker van 1685 tot 1923 verbonden geweest aan huis Niënhof.

## Enkele telgen
Mr. Jan Pesters, heer van Cattenbroek (1716-1797), raad van Utrecht; trouwde in 1747 met Adriana Everardina Godin (1731-1795), dochter van David Everard Godin, heer van Papendorp
- Jhr. mr. Willem Nicolaas de Pesters, heer van Cattenbroek en Papendorp (1754-1831), lid Tweede en Eerste Kamer der Staten-Generaal
  - Jhr. mr. Jan Everard de Pesters, heer van Cattenbroek (1802-1879), lid Ridderschap en Provinciale Staten van Utrecht
    - Jhr. mr. Willem Nicolaas de Pesters, heer van Cattenbroek (1830-1882), lid Provinciale Staten van Utrecht
      - Jkvr. Coenradina Carolina Theodora de Pesters, vrouwe van Cattenbroek (1865-1923); trouwde in 1885 met mr. Gijsbert Carel Duco Reinout baron van Hardenbroek, heer van 's Heeraartsberg en Bergambacht (1859-1941), burgemeester van Bunnik, Odijk en Werkhoven, na zijn huwelijk opdrachtgever van het nieuwe huis Niënhof

    - Jhr. mr. Carel Cypriaan Gerard de Pesters (1832-1915), burgemeester van Wijk bij Duurstede
    - Jhr. mr. Frederik Hendrik de Pesters (1839-1906), burgemeester van Odijk

  - Jhr. Ernestus de Pesters (1808-1895), ritmeester
    - Jhr. Charles Antoine de Pesters (1842-1915), wijnkoper en bierbrouwer
      - Jhr. Charles Antoine de Pesters (1875-1945), kamerheer
        - Jhr. Willem Nicolaas Ernestus de Pesters (1915-1991)
          - Jhr. Charles Antoine Willem de Pesters (1961), chef de famille
            - Jhr. Willem Nicolaas Charles Antoine de Pesters (2000), vermoedelijke opvolger als chef de famille

  - Jhr. mr. Jules Edouard Godin de Pesters (1811-1898), jurist en bestuurder, verkreeg in 1856 naamswijziging tot Godin De Pesters en stamvader van de tak met die naam die in 1953 uitstierf